# Тайм (журнал)
«Тайм» (англ. Time, дослівно — час) — щотижневий американський журнал зі штаб-квартирою у Нью-Йорку. Одне з найстаріших та найвпливовіших видань у Сполучених Штатах і світі, з щотижневим тиражем тільки в США близько 4 млн примірників. Журнал також має регіональні філії — так зване європейське, тихоокеанське та азійське видання. Відомий завдяки аналітичним коментарям з важливих питань світової та вітчизняної політики, рейтингам, таким як «Людина року».

## Історія
Журнал заснували американські журналісти — тоді ще студенти Єльського університету — Брітон Гедден (1898—1929) та Генрі Люс (1898—1967), які раніше працювали разом у студентській газеті «Єль дейлі ньюз» (англ. Yale Daily News). Спочатку творці журналу розглядали назву «Факти», але, на їх думку, ця назва була занадто серйозною — вони натомість хотіли створити не тільки інформаційний, але й розважальний журнал. Перший номер часопису вийшов 3 березня 1923 року та став першим тижневим журналом у Сполучених Штатах. В сучасних рекламних кампаніях видавці журналу розшифровують його назву великими літерами TIME, як (The International Magazine of Events) — Міжнародний журнал новин.
Коли в 1929 році Гедден помер, Люс став єдиним керівником видання. Для того, щоб збільшити обіг і тираж часопису, він залучив до керівництва виданням такі фінансові компанії, як J. P. Morgan, та Роя Ларсена. У 1929 році Ларсен також став директором новоутвореної компанії «Time Inc.», в яку ввійшов і журнал. Завдяки вдалій рекламі на радіо та в кінотеатрах Ларсену вдалося значно збільшити обіг журналу в США і почав розповсюджувати його за кордоном. 6 березня 1931 року була започаткована також щотижнева інформаційна 30-хвилинна програма «The March of Time» на радіостанції CBS. Вона не тільки давала анонс публікаціям в журналі, але й рекламувала саме видання. Радіопередачі продовжувалися з 1937 до 1941 року, спочатку на CBS, а пізніше і на NBC.
Коли у 1990 році «Time Warner» утворилася шляхом злиття «Warner Communications, Inc.» і «Time Inc», в її структуру увійшов і журнал, який до того входив в «Time Inc.»
Коли в 1989 році, Time, Inc. і Warner Communications об'єдналися, журнал став частиною Time Warner, поряд з Warner Bros. Джейсон Мак-Манус заступив Генрі Грюнвальда в 1988 році на посаді головного редактора курирував перехід компанії, Норман Пірлстін змінив його в 1995 році.
У 2000 році, журнал став частиною AOL Time Warner, яка повернулася до імені Time Warner в 2003 році.
У 2007 році, Time перейшов від понеділкового розповсюдження  через підписки/газетні кіоски до графіку, де журнал надходить в продаж  в п'ятницю, і поставляється для передплатників у суботу. 
На початку 2007 року, перший випуск був затриманий приблизно на  тиждень через «редакційні зміни», у тому числі звільнення 49 співробітників. 
У 2009 році було оголошено випуск персонального друкованого журналу, Mine, зі змішаним контентом з діапазону публікації Time Warner, відбір засновувався на вподобаннях читачів. Новий журнал зустрів поганий прийом, критику, що його увага була занадто широка, щоб бути по-справжньому особистими. 
Журнал має онлайн-архів з неформатованим текстом кожної опублікованої статті. Статті були перетворені в текст з відсканованих зображень за допомогою технології оптичного розпізнавання символів. У тексті трапляються дрібні помилки — залишки оцифровки.
Time Inc. і Apple, підписали угоду, згідно з якою американські передплатники Time мають можливість читати версії для Ipad безкоштовно, принаймні поки компанії не розроблять  життєздатну модель цифрової підписки. 
У січні 2013 року Time Inc. оголосила, що скоротить близько 500 робочих місць — приблизно 6 % від 8000 співробітників в усьому світі. Хоча журнал Time зберігає високі продажі, на обсяги реклами на його сторінках значно знизилися.
Також у січні 2013 року Time Inc. оголосили Марту Нельсон першою жінкою — головним редактором свого відділення журналу. У вересні 2013 Ненсі Гіббс була названа першою жінкою — головним редактором журналу Time.
13 березня 2022 року, поблизу Ірпеня, військовослужбовцями ЗС Росії в ході повномасштабного російського вторгнення в Україну було вбито 51-річного журналіста «Time» Брента Рено. Колегу вбитого, також журналіста зі Сполучених Штатів, було поранено. Як було заявлено виданням Time, загиблий працював на них, його редакційним завданням було висвітлення глобальної кризи біженців в проєкті TIME Studios.

## Розповсюдження
| Рік                        | 1997 | 1998 | 1999 | 2000 | 2001 | 2002 | 2003 | 2004 | 2005 | 2006 | 2007 | 2008 | 2009 |
| -------------------------- | ---- | ---- | ---- | ---- | ---- | ---- | ---- | ---- | ---- | ---- | ---- | ---- | ---- |
| Проданий тираж (млн прим.) | 4,2  | 4,1  | 4,1  | 4,1  | 4,1  | 4,1  | 4,1  | 4,0  | 4,0  | 4,1  | 3,4  | 3,4  | 3,4  |

Станом на червень 2007 року, тираж журналу становив 3,4 мільйони примірників, дещо менше ніж попереднього року. Попри це, за тиражем журнал випереджує свого головного конкурента журнал «Newsweek».
У другій половині 2009 року, журнал знизив на 34,9 % продажі в газетних кіосках. У першій половині 2010 року був ще один спад, принаймні на третину продажів. У другій половині 2010 року, продажу журналу в кіосках знизився приблизно на 12 %, до трохи більше ніж 79 000 примірників на тиждень.
Окрім власне американського видання, журнал також одночасно виходить в Канаді, де розміщуються деякі окремі статті по канадській тематиці і місцева реклама. Європейське видання журналу «Тайм Європа» (Time Europe) має штаб-квартиру в Лондоні та розповсюджується на Близькому Сході, Африці, а з 2003 року і в Латинській Америці. Азійська версія виходить в Гонконзі під назвою «Тайм Азія» (Time Asia). Т. зв. південнотихоокеанське видання має головний офіс у Сіднеї і розповсюджується крім Австралії, також і в Новій Зеландії та на тихоокеанських островах.

## Стиль журналу
Time від початку володів відмітним стилем письма, регулярно використовуючи зворотний порядок слів у реченнях. Це було не раз пародійовано.
До середини 1970-х років у Time був щотижневий розділ під назвою «Списки», в якому містилися короткі рецензії та / або відгуки на тодішні відомі фільми, вистави, мюзикли, телевізійні програми, літературні бестселери. Розділ був подібний до «Поточних події» в The New Yorker.
Time також відомий своєю червоною облямівкою, вперше використаною в 1927 році. Культовий червона межа була скопійована або сатиризована газетою  The Stranger в 2010 році (виходить в Сіетлі).
Червоне поле змінювалося чотири рази з 1927 року: випуск, що вийшов незабаром після терактів 11 вересня в США мав чорну рамку, що символізувала траур. Однак, це було спеціальне «екстра» видання, що швидко публікує свіжі новини; наступний регулярний запланований випуск мав червону рамку. Крім того, 28 квітня 2008 року випуск на День Землі, присвячений екологічним проблемам, мав зелену рамку. Наступна зміна рамки була 19 вересня 2011, на честь 10-ї річниці терактів 11 вересня — металево-срібний колір. Остання зміна (знову зі срібною рамкою) була 31 грудня 2012, відмітивши вибір Барака Обами як Людини Року.
У 2007 році, Time запровадив низку технічних змін у стилі журналу. Серед них —  зменшили розмір рамки з метою привернути більше уваги до анонсів статей, розширили стовпці заголовків, скоротили кількість неінформативних статей (featured story), збільшили розмір білого простору навколо статей, додали супровід коментарями з фотографіями письменників. Зміни зустріли як  критику, так і похвалу.

## Вплив на культуру
Майже протягом десяти років «Time» був єдиним щотижневим журналом у Сполучених Штатах, аж до появи свого головного конкурента — журналу «Newsweek». Попри конкуренцію, журнал залишився одним з найвідоміших і найпопулярніших у світі. Детальними коментарями про події у світі і США він до певної міри, відображав історію 20-го сторіччя.

### Людина року
Був першим, хто запровадив рейтинг «Людина Року». Основним критерієм рейтингу був вплив особи на зміст новин протягом року. Зокрема, «Людьми Року» за добрі чи погані вчинки були визнані такі відомі особистості, як Вінстон Черчилль, Альберт Ейнштейн, Адольф Гітлер, Йосиф Сталін. Цей рейтинг і правило розміщувати фото Людей Року на титульній обкладинці стали характерними рисами журналу і були запозичені деякими іншими. Участь у рейтингу журналу до певної міри означала визнання внеску особи в історію.
На обкладинці з'являлися не тільки особистості — у 1983 році персональний комп'ютер був визнаний «Пристроєм Року». Тайм також був першим, хто визнав читачів журналу у рейтингу. У 2006 році на обкладинці замість звичного зображення «Людини Року» з'явилося «You». У 2001 році замість очікуваного Осами бен Ладена на обкладинці «Людиною Року» був визнаний тодішній міський голова Нью-Йорка Руді Джуліані. Це викликало неоднозначну реакцію критиків, деякими вважалося, що журнал поступився журналістською етикою заради політкоректності.

### Time 100
В останні роки Time створює щорічний список 100 найвпливовіших людей року. Спочатку вони склали список з 100 найвпливовіших людей 20-го століття. Ці видання, як правило, мають обкладинку, наповнену фотографіями людей зі списку і присвячують значну кількість простору в журналі для 100 статей про кожну людину в списку. В деяких випадках буває понад 100 осіб, коли дві людини розділяють одне місце. Журнал також склав «All-Time 100 найкращих романів» і «All-Time 100 найкращих фільмів»  в 2005 році, «100 найкращих телевізійних шоу всіх часів» в 2007 і «All-Time 100 ікон стилю» в 2012 році.

### Закреслена обкладинка
Протягом своєї історії у чотирьох непослідовних випадках «Тайм» випускав спеціальний випуск з обкладинкою, на якій обличчя людини було перекреслене червоним хрестиком. Вперше журнал з червоним закресленням обкладинки вийшов 7 травня 1945, де був зображений червоний хрест на обличчі Адольфа Гітлера. П'ятдесят вісім років по тому, 21 квітня 2003, Time випустив свою другу закреслену обкладинку з червоним хрестом на особі Саддама Хусейна, через два тижні після повалення іракського диктатора. Третій червоний хрестик на обкладинці журналу з'явився 13 червня 2006, після смерті Абу Мусаба аль-Заркаві від авіаудару США в Іраку. Четвертий червоний хрестик мав випуск травня 2011 року, після смерті Осами бен Ладена.

## Time для дітей
Time для дітей — підрозділ журналу Time, який публікується спеціально для дітей і переважно поширюється в школах. TFK містить деякі національні новини, «Мультфільм тижня», а також низку статей, що стосуються масової культури. Щорічний випуск присвячується довкіллю. Випуск рідко перевищує десять сторінок, враховуючи обкладинку. Він є в багатьох бібліотеках.

## Відомі співробітники та автори
- Аравінд Адіга, кореспондент Тайм протягом трьох років, лауреат Букерівської премії 2008 року
- Джеймс Ейджі, письменник, поет, сценарист і журналіст, редактор Тайм
- Енн Блекман, заступник начальника відділу новин у Вашингтоні[5]
- Ян Бреммер, нинішній редактор-консультант
- Маргарет Карлсон, перша жінка-оглядач
- Роберт Кантвелл, письменник, редактор у 1936-1941 роках
- Віттекер Чемберс, письменник, старший редактор у 1939-1948 роках
- Річард Корлісс, кінокритик журналу з 1980 року
- Бред Даррач, кінокритик
- Найджел Денніс, драматичний критик
- Джон Грегорі Данн, репортер; пізніше автор і сценарист
- Пітер Економі, автор і редактор
- Олександр Еліот, художній редактор з 1945 по 1961 рік, автор 18 книг з мистецтва, міфології та історії, у тому числі книги «Триста років американської живопису», виданих Time-Life Books
- Джон Т. Елсон, редактор статей на релігійну тематику, який 1966 року написав знамениту книгу «Бог мертвий»?
- Дін Е. Фішер, репортер і редактор, 1964-81
- Ненсі Гіббс, есеїст і головний редактор; написала більше 100 оповідань для Тайм
- Лев Ґроссман писав насамперед про книги і технології для журналу
- Діна Гуздер, журналістка і автор статей з прав людини
- Джеррі Бернард Ханніфін, головний аерокосмічний кореспондент протягом чотирьох десятиліть, а також фахівець з Латинської Америки і ліцензований пілот[6]
- Вайлдер Гобсон, репортер 1930-х і 1940-х
- Роберт Г'юз, мистецтвознавець Тайм
- Піко Айер, есеїст і романіст, есеїст Тайм з 1986 року
- Елвін М. Джозеф-молодший, фоторедактор 1952-60; також історик і голлівудський сценарист
- Велдон Кіс, критик
- Джо Кляйн, автор («Основні кольори») і оглядач Тайм, який створив колонку «На арені»
- Луї Кроненбергер, драматичний критик у 1938-1961 рр.
- Андре Лагере, глава паризького бюро в 1948-1956 рр., керівник лондонського бюро в 1951-1956 рр. Також писав про спорт; пізніше керуючий редактор Sports Illustrated
- Натаніель Ланде, автор, режисер і колишній креативний директор Тайм
- Вілл Ленг молодший, 1936-1968, Time Life
- Маршал Леб, письменник і редактор з 1956 по 1980 рік
- Джон Муді, кореспондент у Ватикані та Римі з 1986 по 1996 рік
- Джим Мюррей, кореспондент на західному узбережжі в 1948-1955 рр.
- Ленс Морроу, есеїст з 1976 по 2000 рік
- Роджер Розенблатт, есеїст з 1979 по 2006 рік
- Річард Шикель, кінокритик з 1965 по 2010 рік
- Г'ю Сідей, політичний репортер і оглядач, починаючи з 1957 року
- Дональд Л. Барлетт і Джеймс Б. Стіл, журналісти-розслідувачі, які отримали дві Національні премії журналу
- Джоел Стейн, оглядач, який написав книгу «Джоел 100» відразу після найвпливовішого випуску журналу Тайм 2006 року
- Келвін Тріллін, письменник, був репортером журналу Тайм з 1960 по 1963 рік
- Девід фон Дрехле, нинішній редактор-консультант
- Ласантха Вікрематунге, журналіст
- Роберт Райт, відповідальний редактор
- Фарід Закарія, нинішній редактор-консультант

## Штат журналу

### Редактори
| Редактор                       | з    | до   |
| ------------------------------ | ---- | ---- |
| Брітон Гедден (Briton Hadden)  | 1923 | 1929 |
| Генрі Люс (Henry Luce)         | 1929 | 1949 |
| Т. С. Метьюз (T. S. Matthews)  | 1949 | 1953 |
| Рой Александер (Roy Alexander) | 1960 | 1966 |

### Головні редактори
| Головний редактор                      | з    | до    |
| -------------------------------------- | ---- | ----- |
| Джон Мартін (John S. Martin)           | 1929 | 1937  |
| Манфред Готтфрід (Manfred Gottfried)   | 1937 | 1943  |
| Т. С. Метьюз (T. S. Matthews)          | 1943 | 1949  |
| Рой Александер (Roy Alexander)         | 1949 | 1960  |
| Отто Фюрбрінгер (Otto Fuerbringer)     | 1960 | 1968  |
| Генрі Грюнвальд (Henry Grunwald)       | 1968 | 1977  |
| Рей Кейв (Ray Cave)                    | 1979 | 1985  |
| Джейсон Макманус (Jason McManus)       | 1985 | 1987  |
| Генрі Мюллер (Henry Muller)            | 1987 | 1993  |
| Джеймс Р. Гейнс (James R. Gaines)      | 1993 | 1995  |
| Волтер Айзексон (Walter Isaacson)      | 1996 | 2001  |
| Джим Келлі (Jim Kelly)                 | 2001 | 2005  |
| Річард Стенгель (Richard Stengel)      | 2006 | 2013  |
| Ненсі Гіббс (Nancy Gibbs)              | 2013 | 2017  |
| Едвард Фельсенталь (Edward Felsenthal) | 2017 | тепер |